# 39a Mostra Internacional de Cinema de Venècia
La 39a Mostra Internacional de Cinema de Venècia es va celebrar entre el 28 d'agost al 2 de setembre de 1982.

## Jurat
El jurat de l'edició de la Mostra de 1982 era format per:
- Marcel Carné (França) (president)[4]
- Luis García Berlanga (Espanya)
- Mario Monicelli (Itàlia)
- Gillo Pontecorvo (Itàlia)
- Valerio Zurlini (Itàlia)
- Satyajit Ray (Índia)
- Andrei Tarkovsky (URSS)

## Pel·lícules en competició
| Original title                            | Director(s)              | Production country        |
| ----------------------------------------- | ------------------------ | ------------------------- |
| Agoniya                                   | Elem Klimov              | Unió Soviètica            |
| Die Beunruhigung                          | Lothar Warneke           | Alemanya                  |
| Le grand frère                            | Francis Girod            | França                    |
| Colpire al cuore                          | Gianni Amelio            | Itàlia/ França            |
| Il pianeta azzurro                        | Franco Piavoli           | Itàlia                    |
| Sciopèn                                   | Luciano Odorisio         | Itàlia                    |
| Grihajuddha                               | Buddhadev Dasgupta       | Índia                     |
| To fragma                                 | Dimitris Makris          | Grècia                    |
| The Draughtsman's Contract                | Peter Greenaway          | Regne Unit                |
| Hadduta misrija                           | Youssef Chahine          | Egipte                    |
| Estoy en crisis                           | Fernando Colomo          | Espanya                   |
| Gli occhi, la bocca                       | Marco Bellocchio         | Itàlia                    |
| Ingenjör Andrées luftfärd                 | Jan Troell               | Suècia/ Alemanya/ Noruega |
| A Estrangeira                             | João Mário Grilo         | Portugal                  |
| Le Beau Mariage                           | Éric Rohmer              | França                    |
| Il buon soldato                           | Franco Brusati           | Itàlia                    |
| Grog                                      | Francesco Laudadio       | Itàlia                    |
| Guernica                                  | Ferenc Kósa              | Hongria/ Alemanya         |
| Hero                                      | Barney Platts-Mills      | Regne Unit                |
| De smaak van water                        | Orlow Seunke             | Països Baixos             |
| Imperativ                                 | Krzysztof Zanussi        | Polònia                   |
| Fünf letzte Tage                          | Percy Adlon              | Alemanya                  |
| Chastnaya zhizn                           | Yuli Raizman             | Unió Soviètica            |
| Querelle                                  | Rainer Werner Fassbinder | França                    |
| Qu'est-ce qu'on attend pour être heureux! | Coline Serreau           | França                    |
| Der Stand der Dinge                       | Wim Wenders              | Alemanya                  |
| Tempest                                   | Paul Mazursky            | Estats Units              |
| La Truite                                 | Joseph Losey             | França                    |
| Golos                                     | Ilya Averbakh            | Unió Soviètica            |

## Mezzogiorno-Mezzanotte
Una secció dedicada a pel·lícules espectaculars (Raiders of the Lost Ark i E.T. de Spielberg), remakes (Vertigo, Leave Her to Heaven) o excèntriques.
| Títol original                                         | Director(s)      | País de producció |
| ------------------------------------------------------ | ---------------- | ----------------- |
| Come Back to the Five and Dime, Jimmy Dean, Jimmy Dean | Robert Altman    | Estats Units      |
| Heaven's Gate                                          | Michael Cimino   | Estats Units      |
| Poltergeist                                            | Tobe Hooper      | Estats Units      |
| E.T. the Extra-Terrestrial                             | Steven Spielberg | Estats Units      |
| Blade Runner                                           | Ridley Scott     | Estats Units      |
| Toute une nuit                                         | Chantal Akerman  | Bèlgica           |

## Premis
A la 39a edició es van atorgar els següents premis:

### Selecció oficial
En competició
- Lleó d'Or - Der Stand der Dinge de Wim Wenders
- Premi Especial del Jurat - Imperativ de Krzysztof Zanussi
- Lleó de Plata pel millor primer treball - Sciopèn de Luciano Odorisio i De smaak van water d'Orlow Seunke
- Millor Actor (assignat, però no Copa Volpi[8]) - Max von Sydow (Ingenjör Andrées luftfärd)
- Millor Actriu (assignat, però no Copa Volpi) - Susan Sarandon (Tempest)

Premis especials
- Lleó d'Or a la carrera - Marcel Carné, Alessandro Blasetti, Luis Buñuel, Frank Capra, George Cukor, Jean-Luc Godard, Serguei Iutkevitx, Alexander Kluge, Akira Kurosawa, Michael Powell, Satyajit Ray, King Vidor i Cesare Zavattini.

### Premis col·laterals
- Premi FIPRESCI[9]
  - Agoniya (Elem Klimov)
  - Der Stand der Dinge (Wim Wenders)
- Premi OCIC 
  - Fünf letzte Tage (Percy Adlon)
  - Menció honorífica - Imperativ (Krzysztof Zanussi)
- Premi UNICEF 
  - De smaak van water (Orlow Seunke)
- Premi Pasinetti 
  - Millor Pel·lícula - Imperativ (Krzysztof Zanussi)
  - Millor Actor - Max von Sydow (Ingenjör Andrées luftfärd)
  - Millor Actriu - Susan Sarandon (Tempest)
- Premi Pietro Bianchi 
  - Renato Castellani
- Millor Col·laboració artística 
  - Mikhail Ulyanov (Chastnaya zhizn)
- Fènix Daurat 
  - Millor Actor - Robert Powell (Imperativ)
  - Millor Actriu - Béatrice Romand (Le Beau Mariage)